# دس مک‌لین
دس مک‌لین (انگلیسی: Des McLean؛ ۲۰ مه ۱۹۳۱ – ۲۰۰۸ (۷۶−۷۷ سال)) بازیکن فوتبال اهل بریتانیا بود.
از باشگاه‌هایی که در آن بازی کرده‌است می‌توان به باشگاه فوتبال سلتیک، باشگاه فوتبال دومبارتون، باشگاه فوتبال آرسنال، و باشگاه فوتبال داندی یونایتد اشاره کرد.